# 哈伦 (格罗宁根省)
哈伦（荷蘭語：Haren）是荷兰格罗宁根省的一个旧市镇。
2019年1月1日，哈伦与前市镇滕布尔一同并入市镇格罗宁根。